# Brothers in Arms (альбом)
Brothers in Arms (рус. «Братья по оружию») — пятый студийный альбом британской группы Dire Straits, выпущенный 17 мая 1985 года на лейблах Vertigo Records на международном уровне и Warner Bros. Records в США. Считается, что это первый альбом в истории, разошедшийся тиражом более миллиона копий в формате CD.

## Об альбоме
Альбом «Brothers in Arms» провёл в общей сложности 14 недель подряд на первом месте в британском чарте альбомов (включая 10 недель подряд с 18 января по 22 марта 1986 года), 9 недель на первом месте в Billboard 200 в США и 34 недели на первом месте в австралийском чарте альбомов. Это был первый альбом, получивший десятикратный платиновый статус в Великобритании, и восьмой по продажам альбом в истории британских чартов. Он сертифицирован девятикратно платиновым в США Американской ассоциацией звукозаписывающих компаний (RIAA) и является одним из самых продаваемых альбомов в мире, разошедшись тиражом более 30 миллионов копий по всему миру.
Альбом получил премию «Грэмми» в 1986 году за лучший звуковой дизайн альбома, неклассического и лучший британский альбом на Brit Awards 1987 года; переиздание, посвященное 20-летию, получило еще одну премию «Грэмми» в 2006 году за лучший альбом объёмного звучания. В 2020 году журнал Rolling Stone поместил Brothers in Arms на 418-е место в своем списке «500 величайших альбомов всех времён». Журнал Q поставил «Brothers in Arms» на 51-е место в своём списке «100 величайших британских альбомов всех времён».
В ознаменование 40-й годовщины оригинального релиза альбома, альбом был переиздан в нескольких форматах, включая бокс-сет из пяти LP и тройной CD. Этот бокс-сет включал полный студийный альбом, а также ранее не издававшийся полноформатный концерт из Municipal Auditorium группы, Сан-Антонио, во время мирового промо-концертного тура группы 1985-86 годов.

## Запись
Brothers in Arms был записан с ноября 1984 года по февраль 1985 года в студии AIR Studios (англ.) на острове Монтсеррат, британской заморской территории в Карибском море. Альбом был спродюсирован автором песен Марком Нопфлером и Нилом Дорфсманом (англ.), которые работали над альбомом Dire Straits 1982 года «Love over Gold» и саундтреком Нопфлера 1983 года «Local Hero» (англ.).
Brothers in Arms был одним из первых альбомов, записанных на 24-дорожечном цифровом магнитофоне Sony. Решение перейти на цифровую запись было принято из-за постоянного стремления Нопфлера к лучшему качеству звука. «Одной из вещей, которую я в нём полностью уважал», — заметил Дорфсман, — «был его интерес к технологиям как к средству улучшения своей музыки. Он всегда был готов тратиться на высококачественное оборудование».
Перед тем, как приехать в Монсеррат, Нопфлер написал все песни и отрепетировал их с группой. В студийный состав вошли Нопфлер (вокал, гитара), Джон Иллсли (бас), Хэл Линдес (англ., гитара), Алан Кларк (клавишные), Терри Уильямс (ударные) и новый участник Гай Флетчер (клавишные, бэк-вокал). Линдес покинул группу в самом начале сессий, и в декабре 1984 года его заменил Джек Сонни, гитарист из Нью-Йорка и давний друг Нопфлера. (Единственным вкладом Сонни в альбом была партия гитарного синтезатора в «The Man's Too Strong», а все остальные гитарные партии сыграл Нопфлер).
Сама студия была небольшой, с пространством для записи 6 м × 8 м, которое практически не обеспечивало изоляции. «Это была хорошо звучащая студия», — вспоминал позже Дорфсман, — «но сама главная комната была не из тех, о которых можно было бы рассказать. Звуком этой студии был стол», — имея в виду пульт Neve 8078. Нопфлер и Дорфсман использовали ограниченное пространство наилучшим образом, разместив ударную установку в дальнем левом углу, лицом к аппаратной, с микрофонами Sennheiser MD 421 (англ.) на томах, Electro-Voice RE20 (англ.) и AKG D12 на бас-барабане, Shure SM57 (аннгл.) и AKG C451 с 20-дБ пэдом на малом барабане, 451 для оверхедов и хай-хэта, и Neumann U87, немного отставленные назад, чтобы запечатлеть «какую-то атмосферу». Они поместили пианино в тесную кабинку в дальнем правом углу студии, заслушав микрофоны AKG C414. Hammond B3 разместили рядом, а его динамик Leslie засунули в шлюз рядом с аппаратной. Басовый усилитель Иллсли был записан внутри небольшой вокальной кабинки с Neumann FET 47 и блоком DI. Усилители Нопфлера были заслушаны микрофонами 57, 451 и Neumann U67. Синтезаторы Флетчера были размещены в аппаратной.
Во время записи «Money for Nothing» фирменный звук гитары Нопфлера, возможно, был усилен «счастливой случайностью» размещения микрофонов. Нопфлер использовал свой Gibson Les Paul, подключенный через усилитель Laney. Настраивая микрофоны гитарного усилителя в попытке получить «звук ZZ Top», который искал Нопфлер, гитарный техник Рон Ив, находившийся в аппаратной, услышал «удивительный» звук до того, как Дорфсман закончил расставлять микрофоны. «Один микрофон был направлен вниз на пол», - вспоминал Дорфсман, «другой был не совсем на динамике, ещё один был где-то ещё, и это было не так, как я хотел бы настроить всё это - он, вероятно, просто остался с прошлой ночи, когда я готовился к следующему дню и еще не закончил настройку». То, что они услышали, было именно тем, что в итоге попало на запись; во время микширования не использовалось никакой дополнительной обработки или эффектов.
Согласно интервью Нила Дорфсмана журналу Sound on Sound, в течение первого месяца сессий звукозаписи в Монсеррате исполнение Терри Уильямса считалось неподходящим для желаемого звучания альбома. По словам самого Уильямса, он записал все свои партии ударных на метрономную дорожку, что, по его мнению, мешало ему передавать желаемое ритмическое ощущение. Примерно через шесть недель сессий, прослушав воспроизведение того, что было записано до сих пор, он выразил Марку Нопфлеру своё разочарование по поводу некоторых моментов своей собственной игры. Вскоре после этого его отстранили от сессий.
Дорфсман и Нопфлер приняли решение стереть вклад Уильямса. Уильямса на сессиях заменил джазовый сессионный барабанщик Омар Хаким, который перезаписал все партии ударных альбома во время двухдневного пребывания, прежде чем уйти по другим делам. Все партии ударных на финальном альбоме были исполнены Хакимом, за исключением импровизированного крещендо в начале «Money for Nothing». (В другом интервью Дорфсман сказал, что партии Уильямса и там-томы также использовались в остальной части «Money for Nothing»). И Хаким, и Уильямс, указаны в альбоме.
Дефектная партия записывающей ленты в AIR Studios привела к потере части или всех трёх треков альбома, что привело к необходимости записи последующих сессий на Power Station в Нью-Йорке в начале 1985 года (включая добавление партии гитарного синтезатора Джека Сонни в «The Man's Too Strong»). В это время были записаны наложения с другими нью-йоркскими музыкантами, включая Майкла и Рэнди Брекеров, Майка Майниери (который ранее внес вклад в вибрафон для Love Over Gold) и перкуссиониста Джимми Мэлена, а также трубача Дэйва Пльюса и саксофониста Average White Band Молли Дункана.
Когда Иллсли сломал оба локтя после падения во время пробежки в Центральном парке, несколько известных нью-йоркских студийных басистов были наняты для записи или перезаписывания нескольких басовых партий для пластинки. Тони Левин внёс вклад в «Why Worry». Басист группы Saturday Night Live Нил Джейсон был приглашён на недельную работу, которая включала в себя записи «So Far Away», «Walk of Life», «Ride Across the River», «Your Latest Trick» и «The Man's Too Strong», хотя единственными полностью подтверждёнными выпущенными результатами сессий Джейсона были басовая линия в стиле слэп в «One World» и «slides on my fretless — почти как эффект Syndrum» во вступлении к расширенной версии «Money for Nothing».
Хотя Энди Канаван был ненадолго нанят в качестве нового барабанщика Dire Straits, Терри Уильямс в итоге вернулся в группу для мирового концертного тура в поддержку альбома, который продлился до апреля 1986 года. Во всех музыкальных клипах, выпущенных с альбома, фигурировал Уильямс.

## Композиция
Brothers in Arms был описан в музыкальном плане как поп-рок-альбом. Музыкальный клип на песню «Money for Nothing» получил большую ротацию на MTV, и он был первым, показанным на MTV Europe, когда сеть запустилась 1 августа 1987 года. Это одна из двух песен Dire Straits на студийном альбоме, авторство которой не приписывается исключительно Нопфлеру (другая — «The Carousel Waltz», открывающая Making Movies), а приглашенный вокалист Стинг был указан в качестве соавтора из-за мелодии повторяющейся «I want my MTV» (исполненной Стингом) в начале, которая перекликается с мелодией песни Police «Don't Stand So Close to Me».
«Walk of Life» был хитом номер два в британском чарте синглов в начале 1986 года и хитом номер семь в американском Billboard Hot 100 позже в том же году. Песня чуть не была исключена из альбома, но была включена после того, как группа переиграла продюсера Нила Дорфсмана.
На второй стороне альбома три песни («Ride Across the River», «The Man's Too Strong» и «Brothers in Arms») лирически сосредоточены на милитаризме. «Ride Across the River» использует захватывающие латиноамериканские образы, сопровождаемые синтезированной многоствольной флейтой, трубой мариачи, партией барабанов в стиле регги и жуткими фоновыми шумами. «The Man's Too Strong» изображает характер древнего солдата (или военного преступника) и его страх показать чувства как слабость. Написанная во время Фолклендской войны 1982 года, «Brothers in Arms» повествует о бессмысленности войны.
В 2007 году, в 25-ю годовщину войны, Нопфлер записал новую версию песни в студии Abbey Road, чтобы собрать средства для британских ветеранов, которые, по его словам, «всё ещё страдают от последствий этого конфликта».

## Обложка
Гитара, изображенная на передней стороне обложки альбома, — это 14-ладовый National Style «O» Resonator Марка Нопфлера 1937 года. Линейка гитар Style «O» была представлена в 1930 году и снята с производства в 1941 году. Фотографом была Дебора Файнгольд. На задней обложке изображена та же гитара, написанная немецким художником Томасом Штайером. Похожее изображение с похожей цветовой схемой также использовалось для альбома 1989 года The Booze Brothers группы Brewers Droop, в нескольких треках которого присутствует Нопфлер.

## Релиз
Brothers in Arms был одним из первых альбомов, ориентированных на рынок CD, и это была полностью цифровая звукозапись (DDD) в то время, когда самая популярная музыка записывалась на аналоговом оборудовании. Он также был выпущен на виниле (сокращенный, чтобы поместиться на одну пластинку) и кассете. Продюсер Нил Дорфсман говорит, что цифровой многодорожечный микс был сведен на аналоговой плате Solid State Logic, а полученный двухдорожечный микс был повторно оцифрован с помощью аналого-цифрового преобразователя Prism и записан на DAT-машине.
Brothers in Arms был первым альбомом, который был продан тиражом в один миллион копий в формате CD и превзошёл продажи версии на пластинке. Соучредитель Rykodisc Роб Саймондс впоследствии писал: «[В 1985 году] мы боролись за то, чтобы наши CD производились, потому что все мировые производственные мощности были перегружены спросом на один рок-альбом (Brothers in Arms от Dire Straits)».
Он был ремастерирован и переиздан с остальной частью каталога Dire Straits в 1996 году для большей части мира за пределами США, а 19 сентября 2000 года в США ремастеринг для обоих переизданий был сделан Бобом Людвигом в Gateway Mastering с использованием процесса Super Bit Mapping. В 2000 году он был выпущен в формате XRCD2, это издание было ремастерировано Хиромичи Такигучи с использованием технологии K2 20bit. Издание 20th Anniversary Edition было выпущено в формате Super Audio CD 26 июля 2005 года (став 3000-м изданием для формата SACD), оно включало ремикс объёмного звука 5.1, сделанный Чаком Эйнли в British Grove Studios, мастеринг был выполнен Бобом Людвигом в Gateway Mastering. Микс 5.1 был также выпущен в формате DualDisc с дорожкой DVD-Audio 24 бит/96 кГц 16 августа 2005 года. Ремикс Эйнли в формате 5.1 выиграл премию Грэмми за лучший альбом объёмного звука на 48-й церемонии вручения премии «Грэмми». В 2006 году была выпущена виниловая версия альбома с половинной скоростью мастеринга. Эта версия, мастеринг которой выполнил Стэн Рикер, состоит из четырёх сторон на двух дисках 33 1/3 об./мин, впервые содержащих полноформатные песни на виниле. В 2013 году Mobile Fidelity Sound Lab выпустила гибридный SACD, отмастеренный с оригинальных лент Шоном Р. Бриттоном, он включает в себя только оригинальный стереомикс. В 2014 году в Японии был выпущен новый мастер на SHM-SACD — он сделан из оригинальных аналоговых мастер-лент и содержит оригинальную длину LP альбома: 47:44 мин, это издание было перенесено Миком МакКенной и Ричардом Уиттакером в FX Copyroom с помощью Direct Stream Digital. 19 мая 2014 года Vertigo переиздали альбом на двойном 180-граммовом виниле, это издание содержит полные песни альбома, он был отмастерен Бобом Людвигом, Берни Грундманом и Крисом Беллманом с оригинальных аналоговых и цифровых лент, эта версия также была включена в The Studio Albums 1978 - 1991 годом ранее. В 2015 году Mobile Fidelity также выпустила альбом на двойном виниле 45 об/мин, это издание было отмастерено Кригом Вундерлихом. В том же году альбом снова вошел в UK Album Charts на 8-е место после того, как запись стала доступна по сниженной цене в цифровых музыкальных магазинах. В марте 2021 года было выпущено новое издание с половинной скоростью мастеринга, отмастеренное в Abbey Road Studios Майлзом Шоуэллом. Релиз представлял собой двойное LP, 45 об/мин, 180-граммовое издание с полной версией альбома, всего во второй раз (первое было выпущено Mobile Fidelity Sound Lab в 2015 году). Альбом провёл в UK Album Charts в общей сложности 356 недель.

## Список композиций
Все песни написаны Марком Нопфлером, кроме отмеченных. Длина треков на LP, CD и кассетном изданиях отличается.
1. «So Far Away» — 5:12
2. «Money for Nothing» (Марк Нопфлер, Стинг) — 8:26
3. «Walk of Life» — 4:12
4. «Your Latest Trick» — 6:33
5. «Why Worry» — 8:31
6. «Ride Across the River» — 6:58
7. «The Man’s Too Strong» — 4:40
8. «One World» — 3:40
9. «Brothers in Arms» — 7:00

## Места в хит-парадах и сертификации
| Чарт (1985-1986)  | Высшая позиция |
| ----------------- | -------------- |
| Австралия         | 1              |
| Австрия           | 1              |
| Великобритания    | 1              |
| Германия          | 1              |
| Европа            | 10             |
| Испания           | 1/64           |
| Италия            | 3              |
| Канада            | 1              |
| Нидерланды        | 1              |
| Новая Зеландия    | 1              |
| Норвегия          | 1              |
| Россия            | 1              |
| Соединенные Штаты | 1              |
| Франция           | 1/111          |
| Швейцария         | 1              |
| Швеция            | 1              |
| Япония            | 190            |

| Чарт (1985)                        | Позиция |
| ---------------------------------- | ------- |
| США (Billboard Top Pop Albums)     | 27      |
| Чарт (1986)                        | Позиция |
| США (Billboard Top Popular Albums) | 5       |

| Страна                | Статус         | Продажи   |
| --------------------- | -------------- | --------- |
| Австралия (ARIA)      | 17x Платиновый | 1,190,000 |
| Австрия (IFPI)        | 4х Платиновый  |           |
| Аргентина (CAPIF)     | Золотой        | 30,000    |
| Великобритания (BPI)  | 13x Платиновый | 4,155,000 |
| Германия (BVMI)       | Платиновый     | 500,000   |
| Гонконг (IFPI HK)     | Платиновый     | 20,000    |
| Испания (PROMUSICAE)  | Платиновый     |           |
| Канада (Music Canada) | 6x Платиновый  |           |
| Новая Зеландия (RMNZ) | 24x Платиновый | 360,000   |
| США (RIAA)            | 9x Платиновый  | 9,000,000 |
| Финляндия (IFPI)      | 2x Платиновый  | 116,784   |
| Франция (SNEP)        | Бриллиантовый  | 1,995,300 |
| Швейцария (IFPI)      | Бриллиантовый  |           |
| Швеция (IFPI)         | Золотой        |           |

## Участники записи

### Группа
- Марк Нопфлер — гитара, вокал
- Джон Иллсли — бас-гитара, вокал
- Алан Кларк — клавишные
- Гай Флетчер — клавишные, вокал
- Терри Уильямс — ударные

### Приглашённые музыканты
- Omar Hakim — ударные
- Jack Sonni — гитара
- Майкл Брекер — саксофон
- Randy Brecker — труба
- Malcolm Duncan — тенор-саксофон
- Neil Jason — бас
- Тони Левин — бас
- Jimmy Maelen — перкуссия
- Michael Mainieri — бэк-вокал
- Dave Plews — труба
- Стинг — бэк-вокал в «Money for Nothing»